# Scaphorhina echanticeps
Scaphorhina echanticeps är en skalbaggsart som beskrevs av Evans 1987. Scaphorhina echanticeps ingår i släktet Scaphorhina och familjen Melolonthidae. Inga underarter finns listade i Catalogue of Life.